# Juraj Magjerec
Juraj Magjerec (Molve, 1882. – Rim, 1957.) bio je hrvatski katolički svećenik i rektor Papinskoga hrvatskog zavoda svetog Jeronima u Rimu te predsjednik Bratovštine sv. Jeronima za pomoć hrvatskim izbjeglicama

## Životopis
U povijesti je ponajviše ostao upamćen kao rektor i graditelj današnjega Papinskog hrvatskog zavoda sv. Jeronima u Rimu (1939.).
Bio je prvi Hrvat koji je na hrvatskom jeziku govorio na Radio Vatikanu (1931. godine), a ima zasluga i za početak redovitog emitiranja hrvatskog programa na Radio Vatikanu. 
Pojedine osobe iz kruga Vlade NDH tražile su njegovu smjenu na mjestu rektora Zavoda pod optužbom da nije dovoljno svečano dočekao poslanstvo NDH prilikom posjeta Zavodu 18. svibnja 1941. godine.
Objavio je dvije knjige: Hrvatski zavod svetog Jeronima (1953.), na talijanskome i hrvatskome jeziku, te Majka Božja Molvarska (1957.), kojom je postao prvi proučavatelj povijesti mjesta Molve. 
Rodnu župu obilno je i bogato obdario 1934. godine, a 1940. u nju dovodi sestre milosrdnice sv. Vinka Paulskog i kupuje im kuću vlastitim novcem. U prekodravskom selu Repašu, u kojem je proveo dio djetinjstva, uz njegovo je nastojanje i veliku pomoć 1938. godine izgrađena nova crkva, posvećena Presvetom Srcu Isusovu. 
Iako Bratovština sv. Jeronima za pomoć hrvatskim izbjeglicama nije nikad formalno ukinuta, njegovom smrću 1957. ta je ustanova prestala postojati.
Pokopan je u Rimu, na groblju Campo Verano, u grobnici velikana Zavoda sv. Jeronima.

### Članci
- Dukić, Josip. 2024. Gradnja nove zgrade zavoda sv. Jeronima Rimu i mozaici Joze Kljakovića. Crkva u svijetu. Sveučilište u Splitu - Katolički bogoslovni fakultet. Split. 59 (1): 130–157

- http://www.molve.hr/juraj_magjerec.aspx  Arhivirana inačica izvorne stranice od 11. travnja 2010. (Wayback Machine)